# Adolf Liebscher
Adolf Liebscher (11. března 1857 Praha – 11. června 1919 Potštejn) byl český malíř a ilustrátor, příslušník generace Národního divadla, jeden z nejpopulárnějších umělců 80. a 90. let 19. století. Vynikl v oboru dekorativní malby s převážně historickými a alegorickými náměty. Bratr malíře Karla Liebschera.

## Život
Narodil se v Praze na Novém Městě jako nejmladší ze čtyř synů c. a k. stavebního inženýra Josefa Liebschera (1819–1877) a jeho ženy Marie, rozené Fischerové (1826–1896). Rodina se po asanaci přestěhovala na Staré Město do novostavby domu V Kolkovně č. 3; dům je dodnes zkrášlen jeho malbami. Adolf vystudoval v Praze českou reálku V letech 1875–1878 navštěvoval kurs pro učitele kreslení na Uměleckoprůmyslové škole ve Vídni. Upozornil na sebe účastí v soutěži na výzdobu foyeru Národního divadla v letech 1877–1878, v níž dostal druhou cenu a jeho lunety (Melodrama, Operetta, Fraška, Epos, Veselohra, Ballet, Opera a Drama) byly umístěny na chodbě. Práce na výzdobě Národního divadla otevřela Liebscherovi dráhu dekorativního malíře. Poté strávil několik měsíců v Itálii a od roku 1881 byl učitelem kreslení na pražské technice. V roce 1895 byl jmenován docentem a roku 1911 mimořádným profesorem.

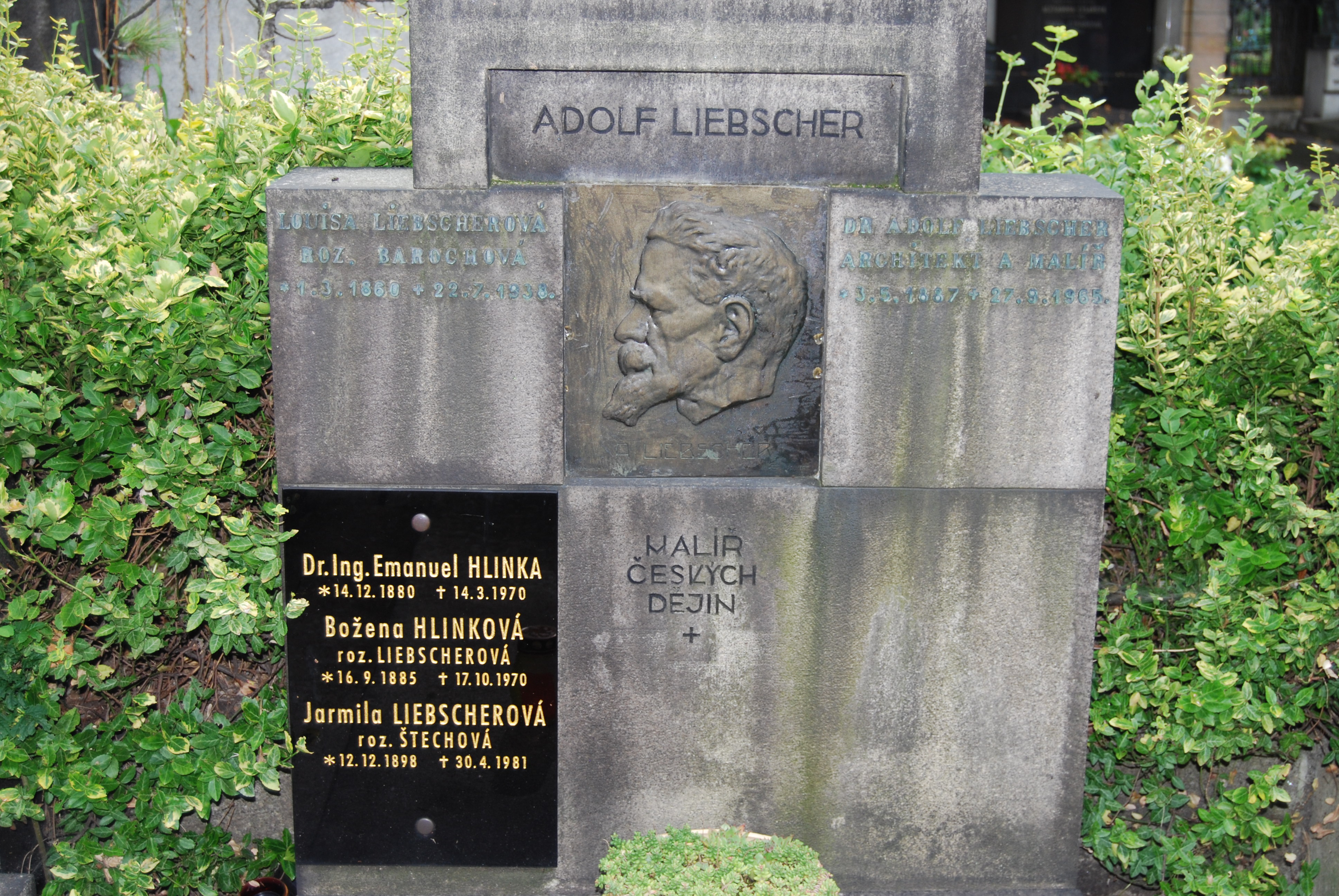
hrob Adolfa Liebschera a jeho rodiny na Vyšehradském hřbitově v Praze

V roce 1882 se oženil s Aloisií Barochovou, s níž měl syna Adolfa mladšího, který studoval techniku, ale věnoval se malování stejně jako otec. Výtvarné nadání měla i dcera Božena Hlinková-Liebscherová. S rodinou žil od roku 1905 v Praze na Starém Městě, ulice V Kolkovně č.p. 921, kde měl také svůj atelier.
Od roku 1885 byly obrazy Adolfa Liebschera zastoupeny na výstavách Krasoumné jednoty. Byl známý i jako ilustrátor a jeho kresby vycházely také v časopisech (Světozor, Zlatá Praha, Český svět). Při práci cestoval po mnoha oblastech Čech a Moravy. Na základě podnětů z těchto cest pak vznikaly drobné žánrové malby, ale také ilustrace pro knižní edice, jako byly např. Ottovy Čechy nebo Hrady a zámky Augusta Sedláčka. Kromě Šumavy a Valašska si Liebscher oblíbil Potštejn, kam jezdil od roku 1893 na letní pobyt. V Potštejně 11. června 1919 zemřel ve věku 62 let. Pochován je v rodinném hrobě na Vyšehradském hřbitově v Praze.
O památku a umělecký odkaz Adolfa Liebschera pečuje Sdružení Liebscher, které založili potomci této malířské rodiny v roce 2006.

## Dílo

### Fresky
Řadí se ke generaci výtvarníků Národního divadla, v němž namaloval lunety do spojovací chodby, ostatní soutěžní návrhy včetně opony a vlysu proscénia byly zamítnuty. Kritikové mu vyčítali akademismus naturalistického vyznění, romantiský sentiment až po líbeznou podbízivost Zúčastnil se soutěží na sgrafita pro Rudolfinum (1884) a pro dvorní fasádu Národního muzea (1887).
- Zhotovil řadu dekorativních maleb pro budovy v Čechách a na Moravě – Gröbova vila v Praze 2 -Havlíčkovy sady (Senoseč) a dekorativní vlys v lodžii; činžovní dům čp.397/II v Praze 2 – Trojické ulici; výzdoba vily Otomara Klingera v Novém Městě pod Smrkem, Besední dům ve Vyškově, průčelí radnice a záložny v Kolíně, městská záložna v Písku[7]
- náboženská tematika: kaple v Lochovicích, Všenorech, kostel Nanebevzetí Panny Marie ve Zlonicích, sv. Vavřince v Jilemnici, kaple sv. Jana Křtitele ve Všenorech, nebo sv. Jakuba v Ratenicích.

### Malby
Mnohé dekorativní historické, alegorické, žánrové malby a ilustrace vytvořil se starším bratrem Karlem. Obdržel první cenu v soutěži na malovaná okna pro kostel sv. Ludmily na Vinohradech. Je autorem slavnostní opony divadla v Lublani
- Historické výjevy: Pobití Sasíků pod Hrubou Skálou, Karel IV. zakládá vinohrady, Žižka před Kutnou Horou (1889), Poslední zápas Moravanů v bitvě na Bílé Hoře, s bratrem Karlem: panoramatický obraz Švédové na Karlově mostě (1891) pro Zemskou jubilejní výstavu. Dioráma je umístěno v petřínském bludišti.
- Alegorické scény: Vlast a práce, národopisné scény a obrazy s krojovanými postavami: Morava a Slovensko, Kde domov můj?, Rozmysli si Mařenko, Věrné naše milování, scéna Klanění pastýřů, zvaná Valašská madona (1895), byly vydávány také jako reprodukce, tištěné technikou chromolitografie.[14]
- oltářní obrazy: kostel Nanebevzetí Panny Marie v Klecanech, kostel sv. Václava v Líšné, kostel sv. Václava v Úbočí, kostel sv. Václava v Podštýne nad Orlicí, kostel sv. Jana Křtitele ve Skramlíkách
- České elegie, cyklus 21 temperových obrazů zobrazuje většinou tragické události české historie

### Ilustrace a kresby
Byl plodným ilustrátorem, dbal na pečlivé studium předloh, vyjadřoval se efektní, dramaticky živou kresbou, perokresbou, akvarelem nebo kvašem, k historickým titulům vytvářel i dobové písmo.
- Knižní ilustrace a návrhy obálek, k nimž umělecké knižní vazby zhotovoval knihař Jan Vladimír Spott:
- Jaroslav Vrchlický Sv. Prokop
- Vítězslav Hálek Večerní písně
- Svatopluk Čech Václav z Michalovic,
- s bratrem Karlem: výpravné publikace: * Ottovy Čechy
- Sedláčkovy Hrady, zámky a tvrze Království českého (15 svazků).
- Ilustrace pro časopisy: Zlatá Praha a Světozor.

### Zastoupení ve sbírkách
- Galerie hlavního města Prahy
- Národní galerie v Praze
- Národní muzeum
- Památník národního písemnictví
- Budova České spořitelny v Praze I, Rytířská ulice
- Moravská galerie v Brně (16)[15]
- Muzeum umění Olomouc
- Severomoravská galerie výtvarného umění Ostrava
- Zámek Hrubý Rohozec
- Zámek Klenová

## Galerie

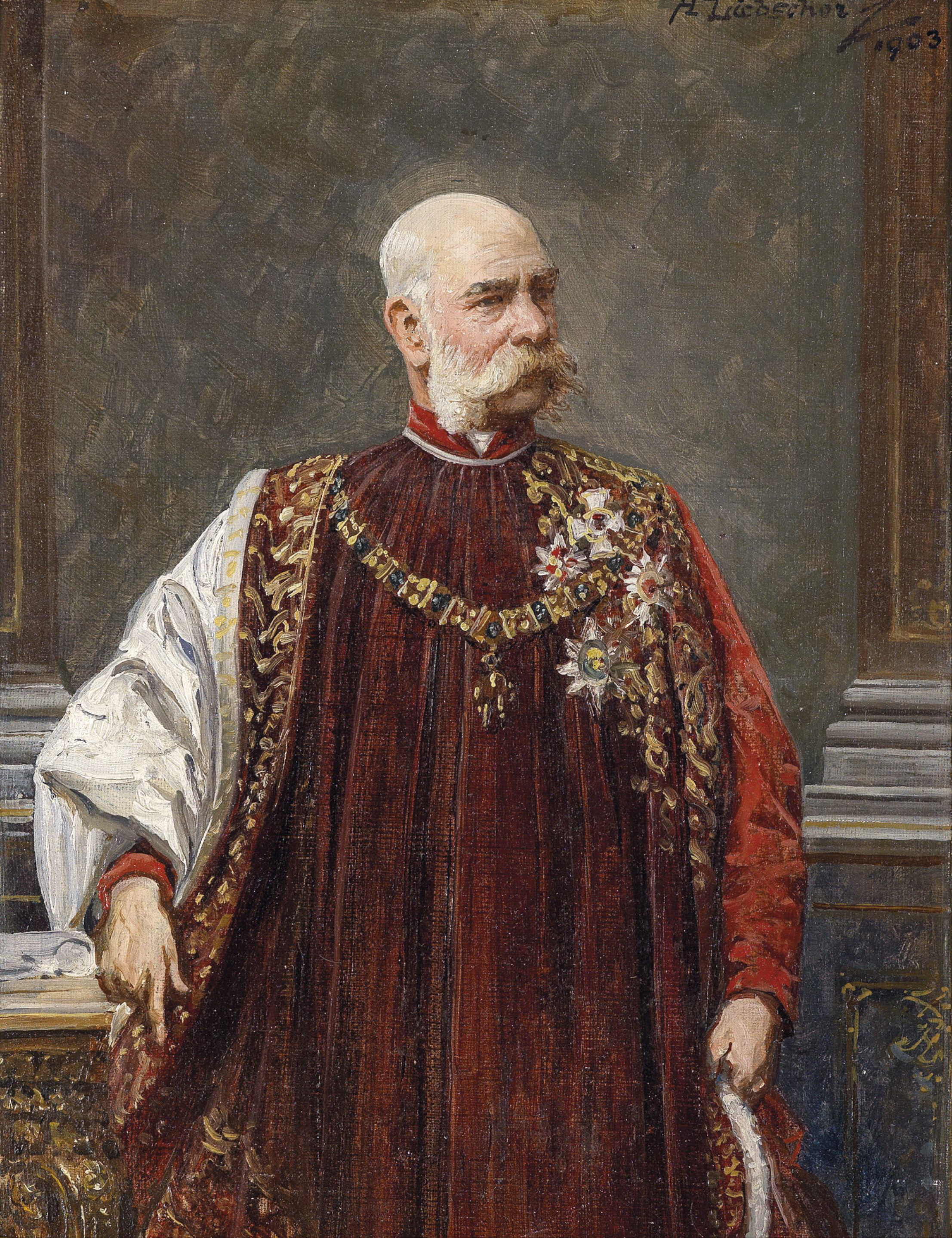
Adolf Liebscher – Portrét císaře Františka Josefa I. (1903)
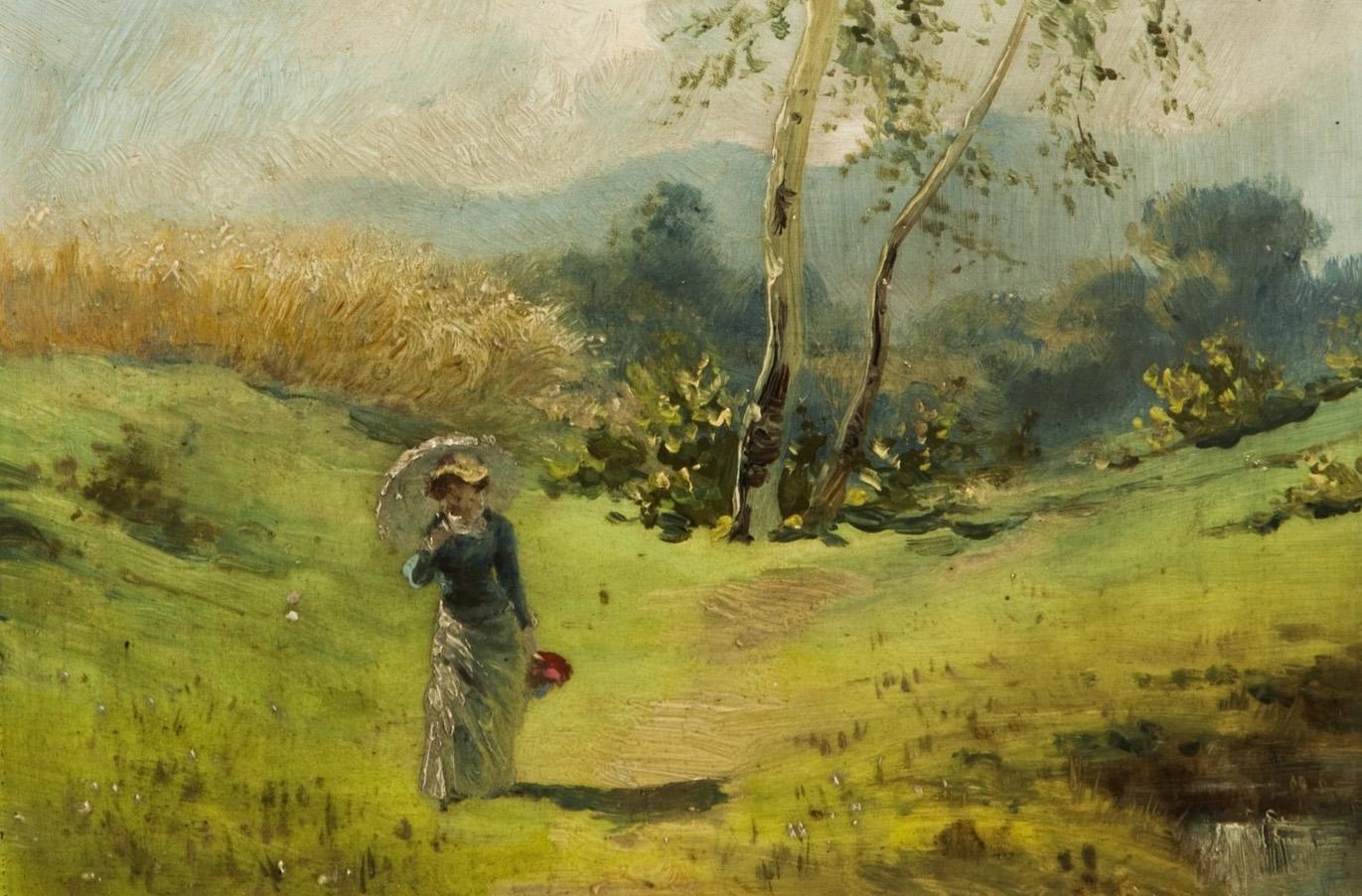
Adolf Liebscher – Dáma se slunečníkem (1884)
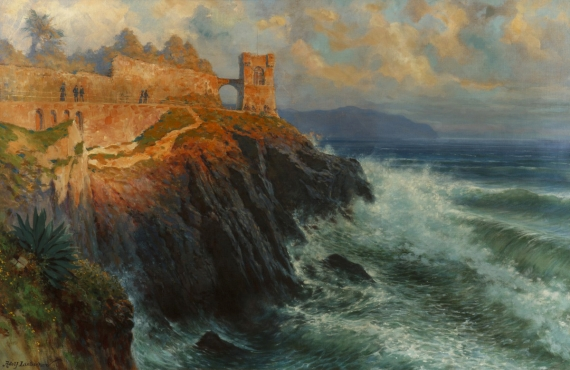
Adolf Liebscher – Pobřeží
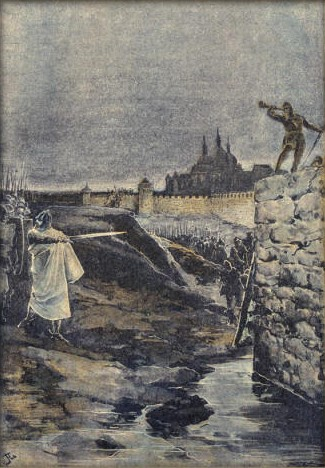
Adolf Liebscher – Dobytí Prahy Jiříkem Poděbradským roku 1448
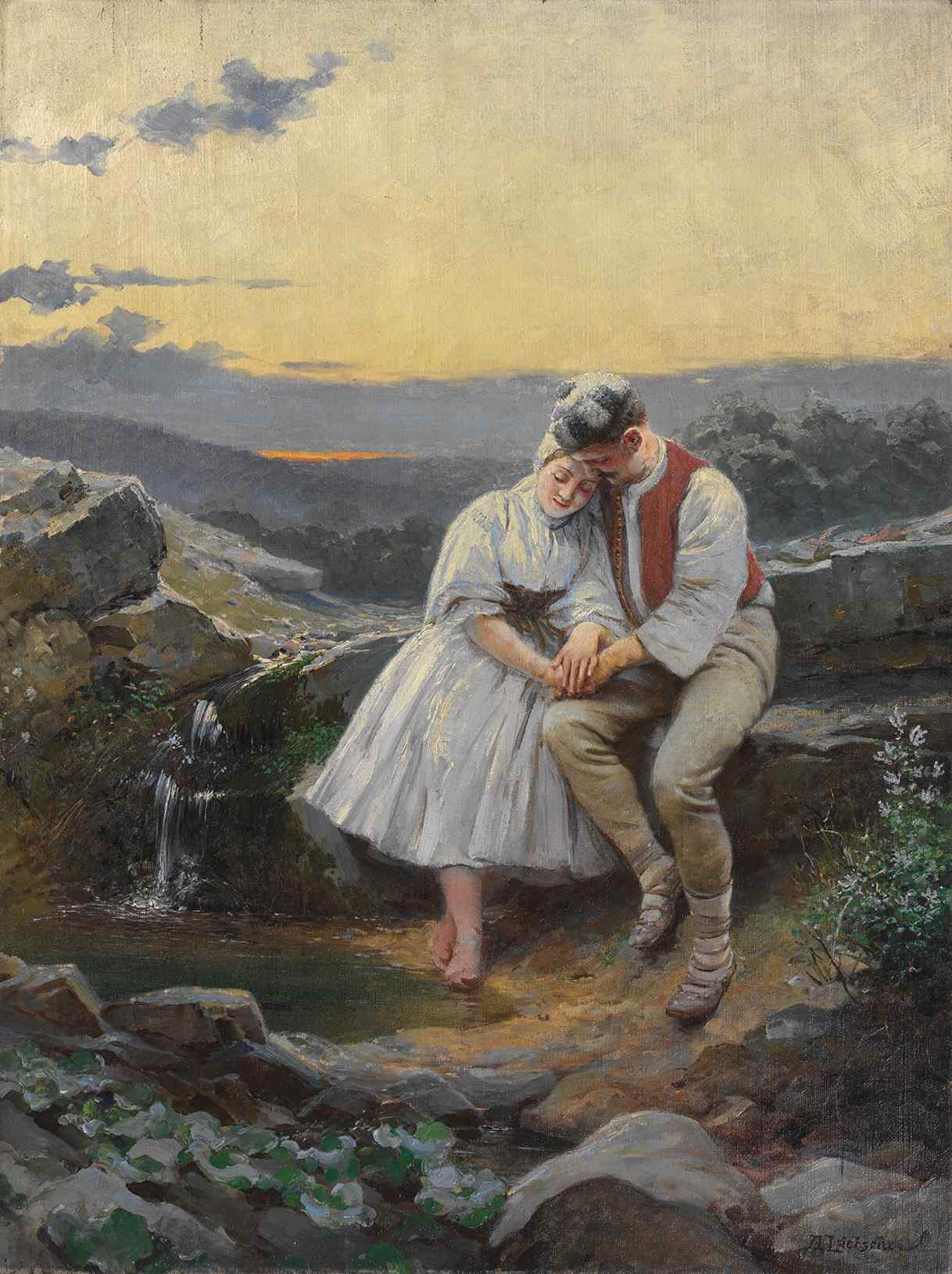
Adolf Liebscher – Černohorská idyla
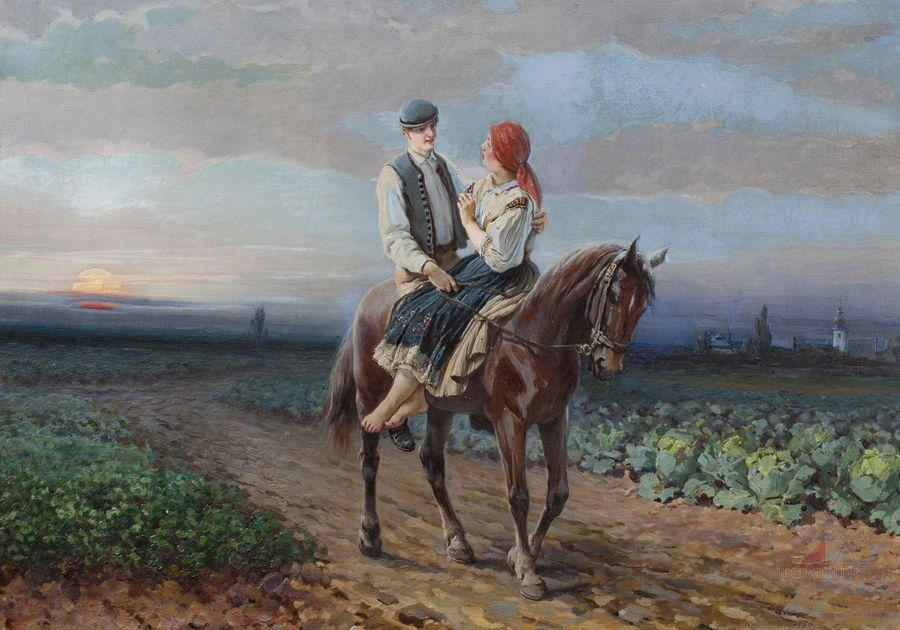
Adolf Liebscher – Zalíbení